# Loweria eurypsamma
Loweria eurypsamma är en fjärilsart som beskrevs av Oswald Beltram Lower 1915. Loweria eurypsamma ingår i släktet Loweria och familjen mätare. Inga underarter finns listade i Catalogue of Life.